# Yazmín Colón
Yazmín Colón de Cortizo (San Juan, 31 de julio de 1959) es una empresaria puertorriqueña nacionalizada panameña. Se convirtió en la primera dama de Panamá el 1 de julio de 2019, cuando su esposo Laurentino Cortizo asumió el cargo el 1 de julio de 2019.